# Werner Frick (Politiker)
Werner Frick (* 12. Mai 1955 in Bozen) ist ein italienischer Politiker aus Südtirol.

## Leben
Frick absolvierte an der Universität Innsbruck und an der Universität Padua ein Studium der Rechtswissenschaften, das er mit einer Arbeit über die Autonomie Südtirols abschloss. Frick, der während seiner Studienzeit stellvertretender Vorsitzender der Jungen Generation gewesen war, arbeitete zunächst als Rechtsanwalt in Bozen, später als Direktor des Südtiroler Hotelier- und Gastwirteverbandes (HGV).
Bei den Wahlen 1988 konnte Frick auf der Liste der Südtiroler Volkspartei ein Mandat für den Landtag und damit gleichzeitig den Regionalrat Trentino-Südtirol erringen. Gleich in seiner ersten Legislaturperiode wurde er in die Südtiroler Landesregierung gewählt, wo er im Kabinett Durnwalder I als Landesrat für Handwerk, Handel und Fremdenverkehr tätig war. In dieser Funktion verblieb er in den Kabinetten Durnwalder II, Durnwalder III und Durnwalder IV bis 2008, als er aus dem Landtag und der Landesregierung ausschied. Neben seiner politischen Tätigkeit war Frick für zweieinhalb Jahrzehnte Präsidiumsmitglied des Südtiroler Wirtschaftsrings. Von 2009 bis 2011 war Frick Direktor des Handels- und Dienstleistungsverbands (hds). Von 2016 bis 2022 arbeitete er als leitender Angestellter für die Stadtgemeinde Bozen.

## Auszeichnungen
- 2006: Großes Goldenes Ehrenzeichen für Verdienste um die Republik Österreich[5]